# Veillane
Veillane (Aveillane ; en italien, Avigliana) est une commune de la ville métropolitaine de Turin, dans le Piémont, en Italie.

## Histoire
En 1630, combat de Veillane durant la guerre de Succession de Mantoue, auquel participent les régiments d'Estissac, Plessis-Joigny, d'Aiguebonne et de Picardie, où ils taillent en pièces 600 cavaliers commandés par Ambrogio Spinola, fait 600 prisonniers, et s'emparent de 17 drapeaux ou étendards. 40 soldats, laissés après ce combat dans le château de Veillane, s'y défendent contre 1 200 Espagnols et 500 Trentins, et résistent jusqu'à l'arrivée d'un secours qui force l'ennemi à décamper.
En 1691, siège et prise de Veillane et du château par les troupes françaises durant la guerre de la Ligue d'Augsbourg, auquel participent les régiments de Sault et de Feuquières.

### Monuments et lieux d'intérêt
- L'église San Pietro (XIIe siècle)
- L'église San Giovanni (XIIIe siècle) qui abrite plusieurs tableaux du peintre Defendente Ferrari (Chivasso, entre 1480-1485 – Turin, 1540
- L'église Santa Maria
- La Torre dell'orologio (XIIIe et XIVe siècles)
- Le sanctuaire des laghi qui possède parmi les tableaux un San Maurizio de Guido Reni.
- Le château de Veillane
- La chartreuse d'Avigliana

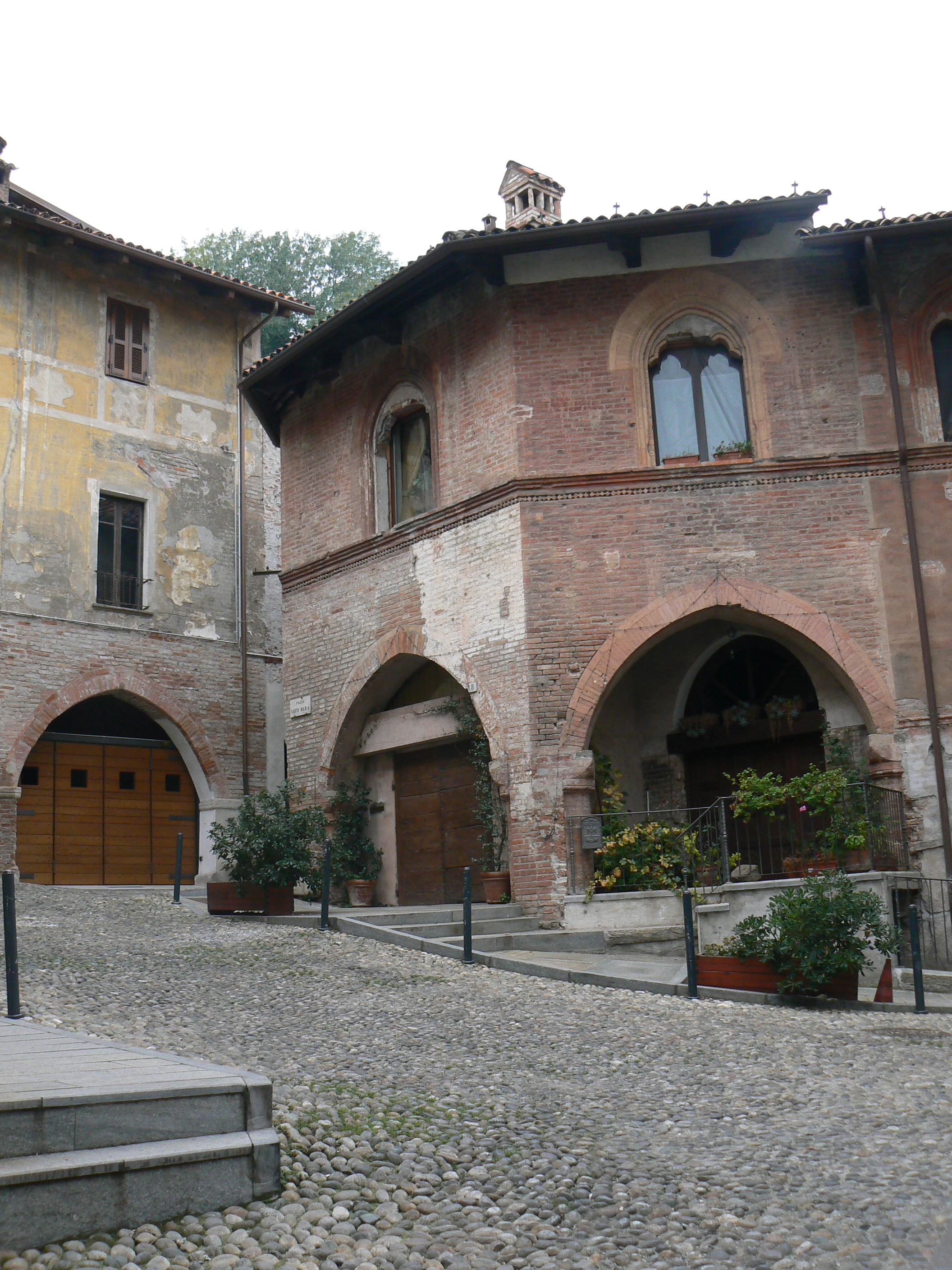
Place Sainte-Marie.
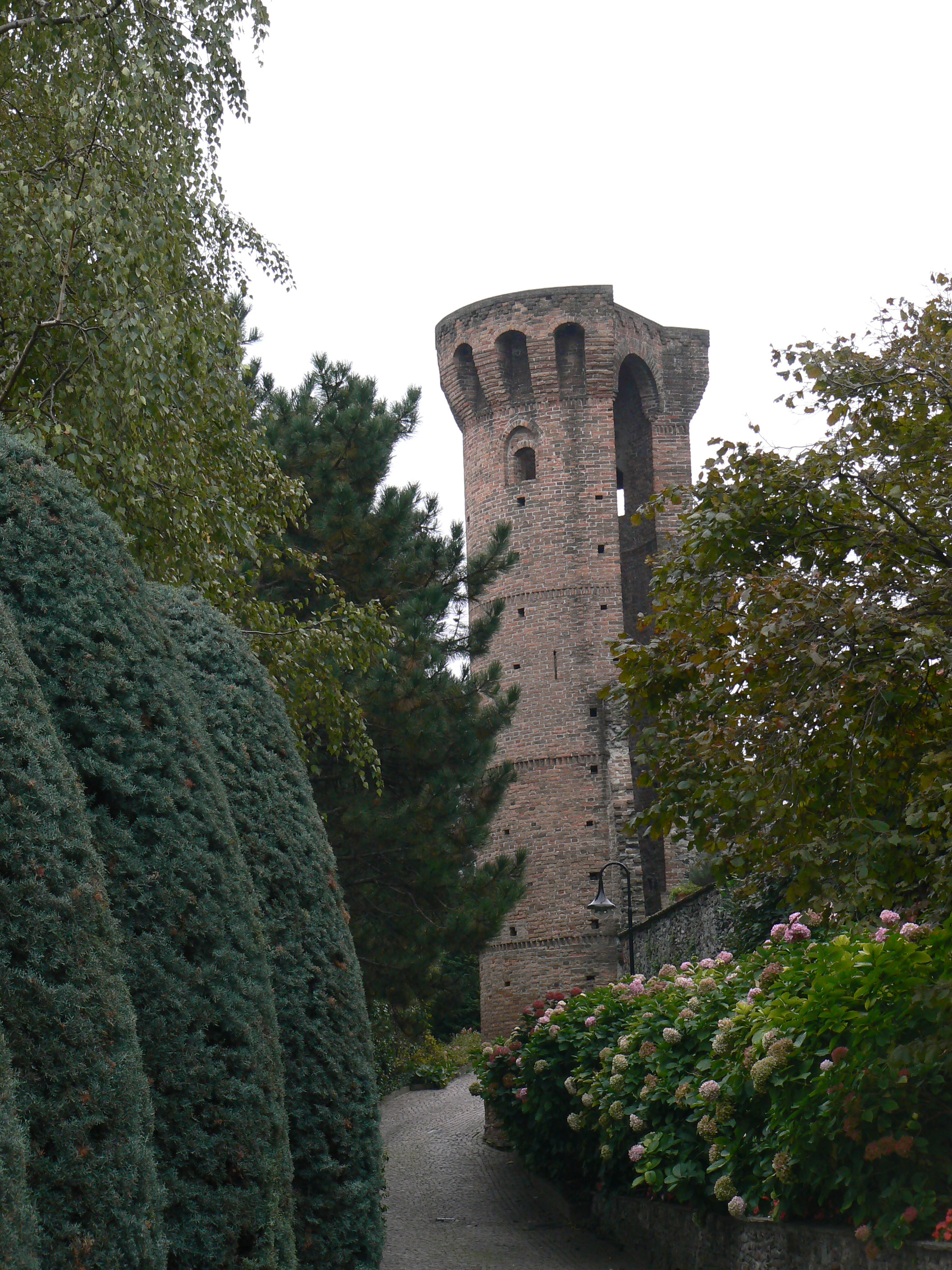
Tour ronde.
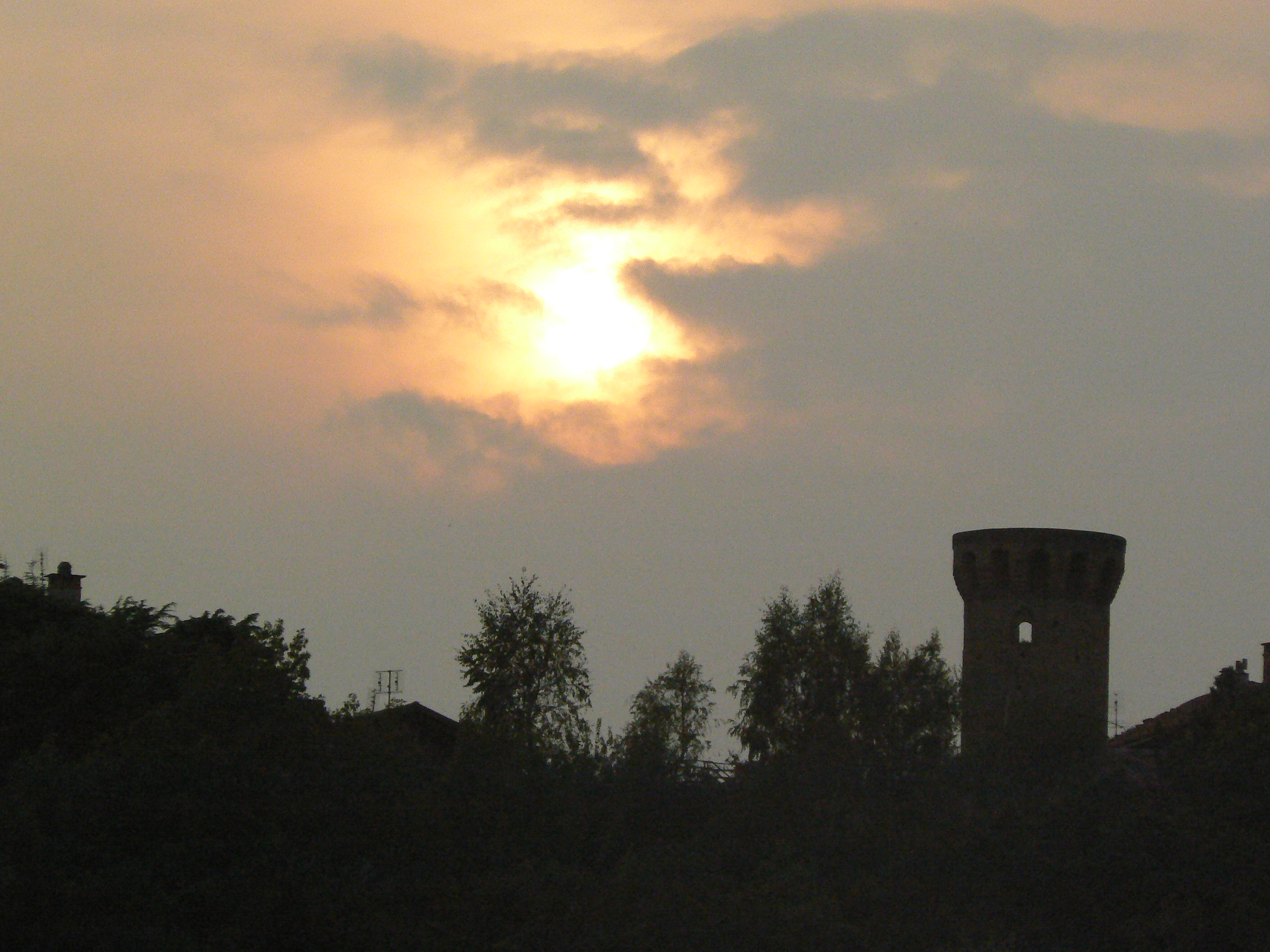
Coucher de soleil.
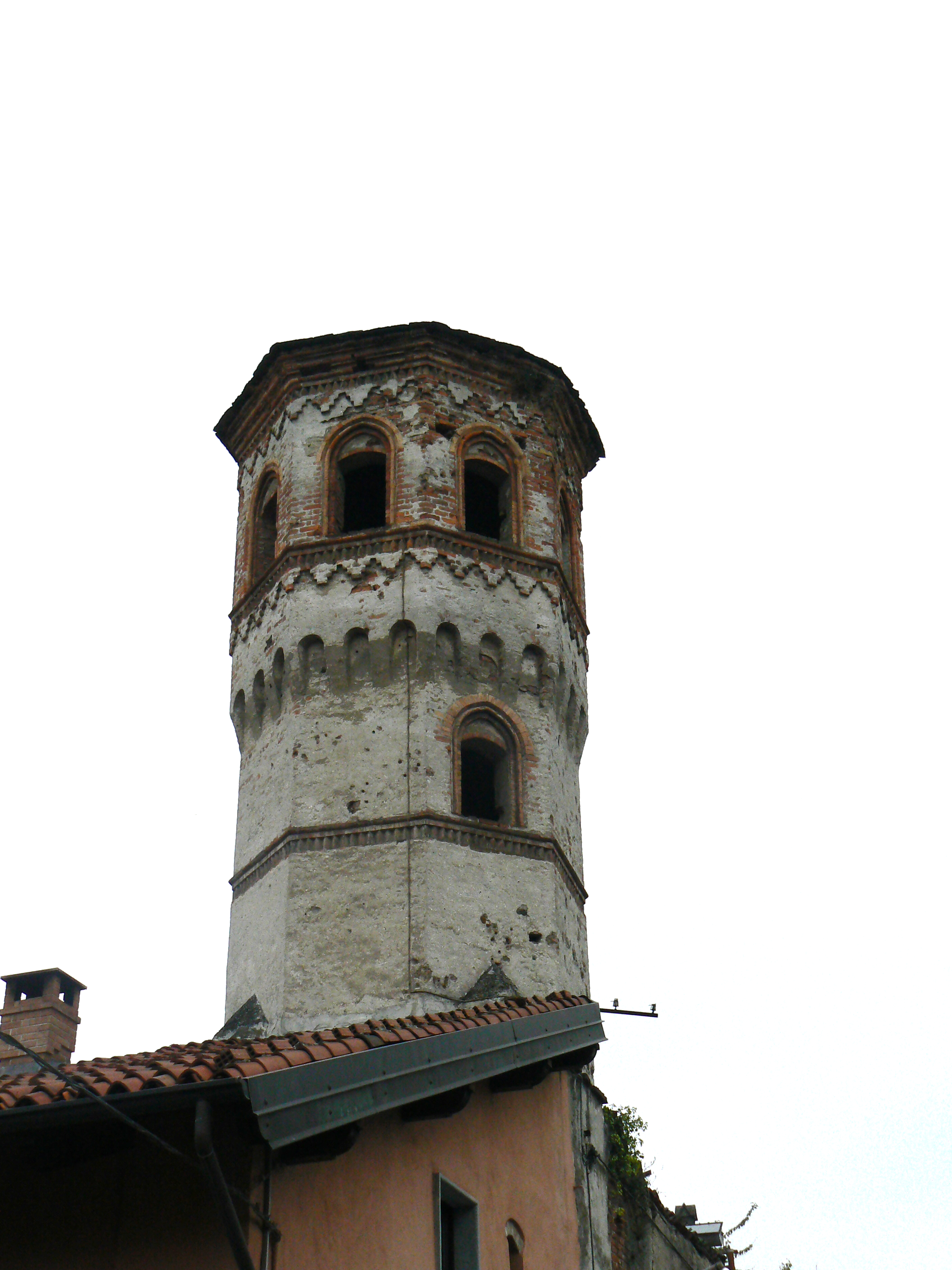
Torre dell'orologio.
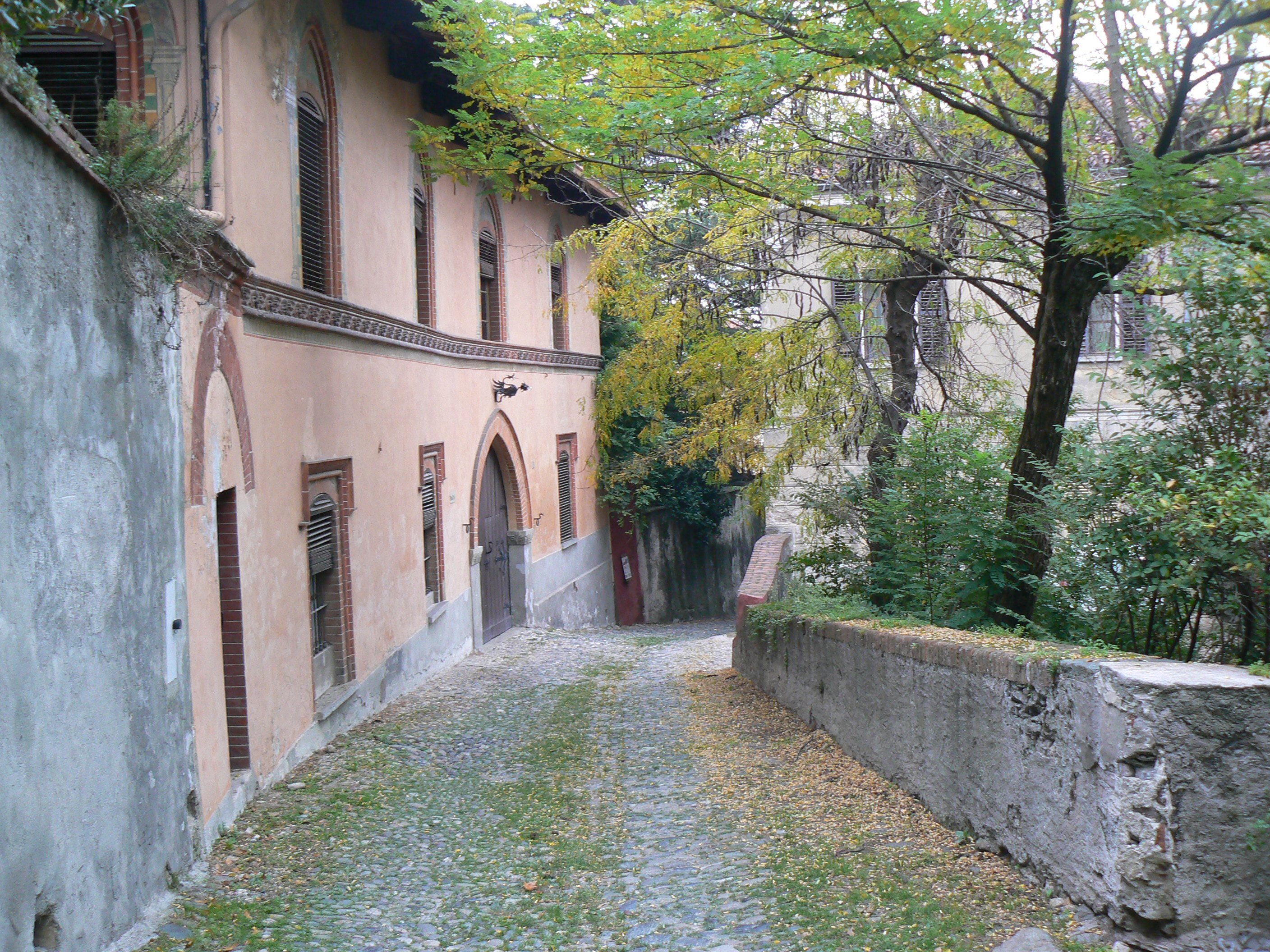
Villa Cantamerlo.
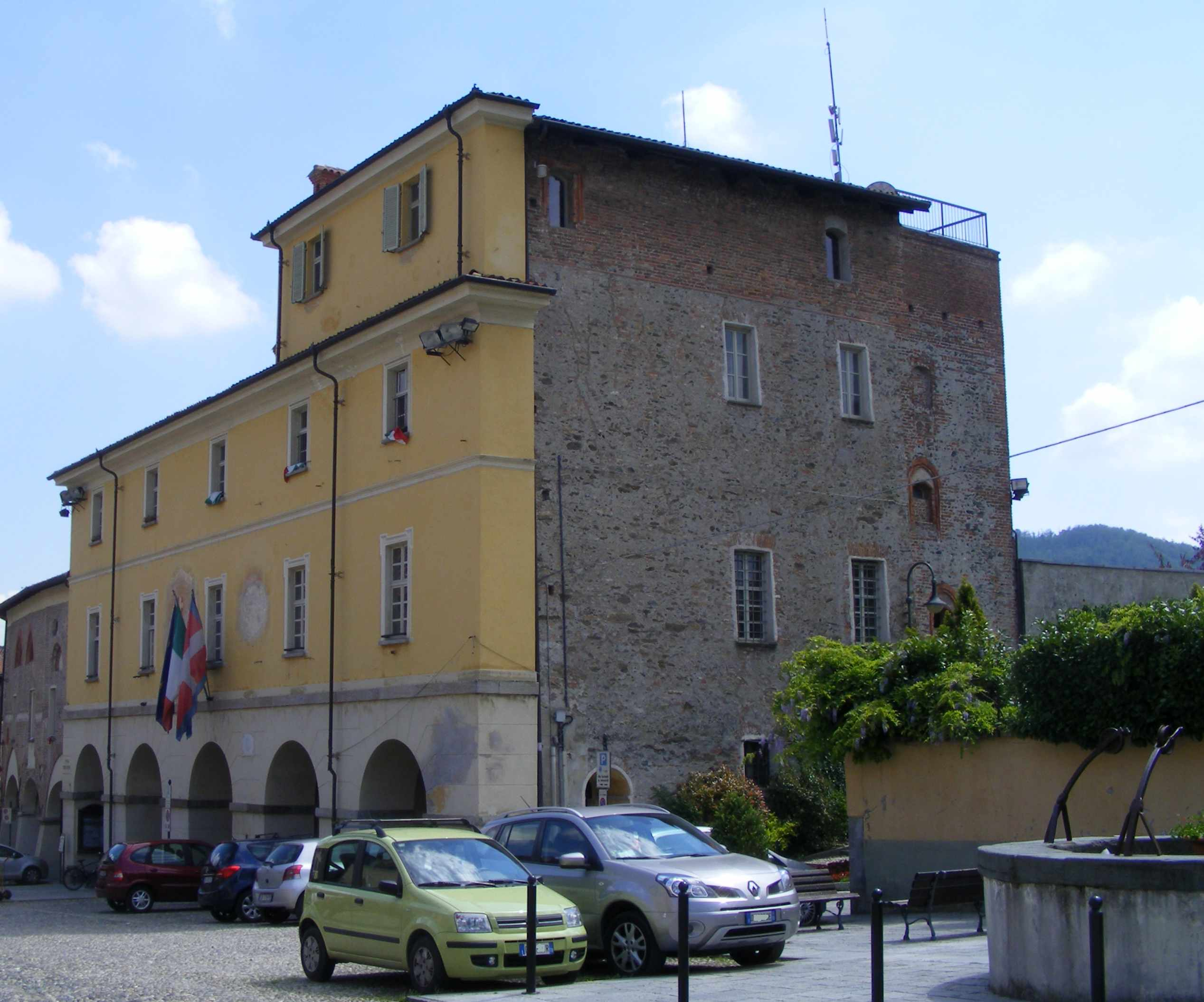
Hôtel de ville.
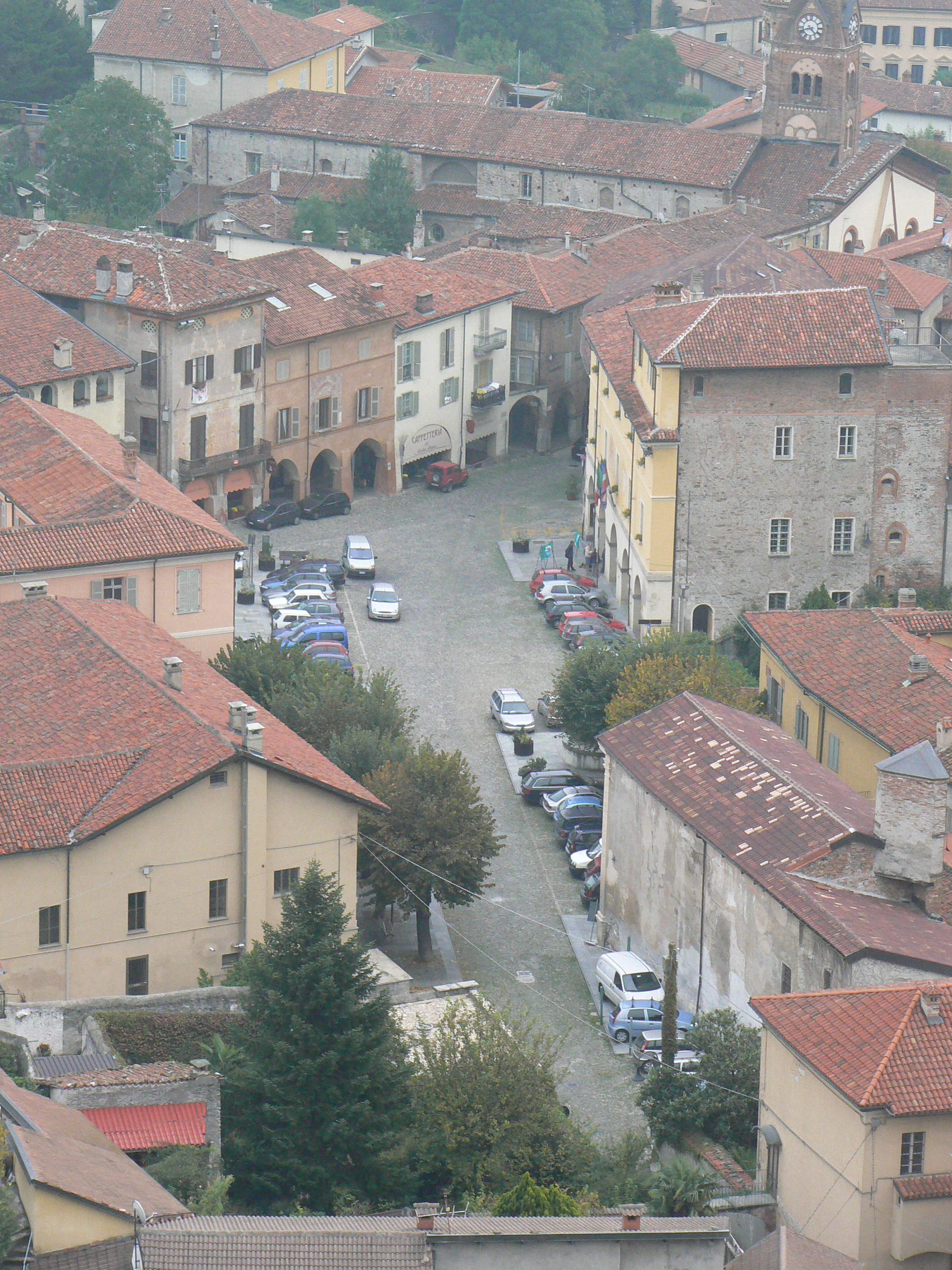
Place Conte Rosso.
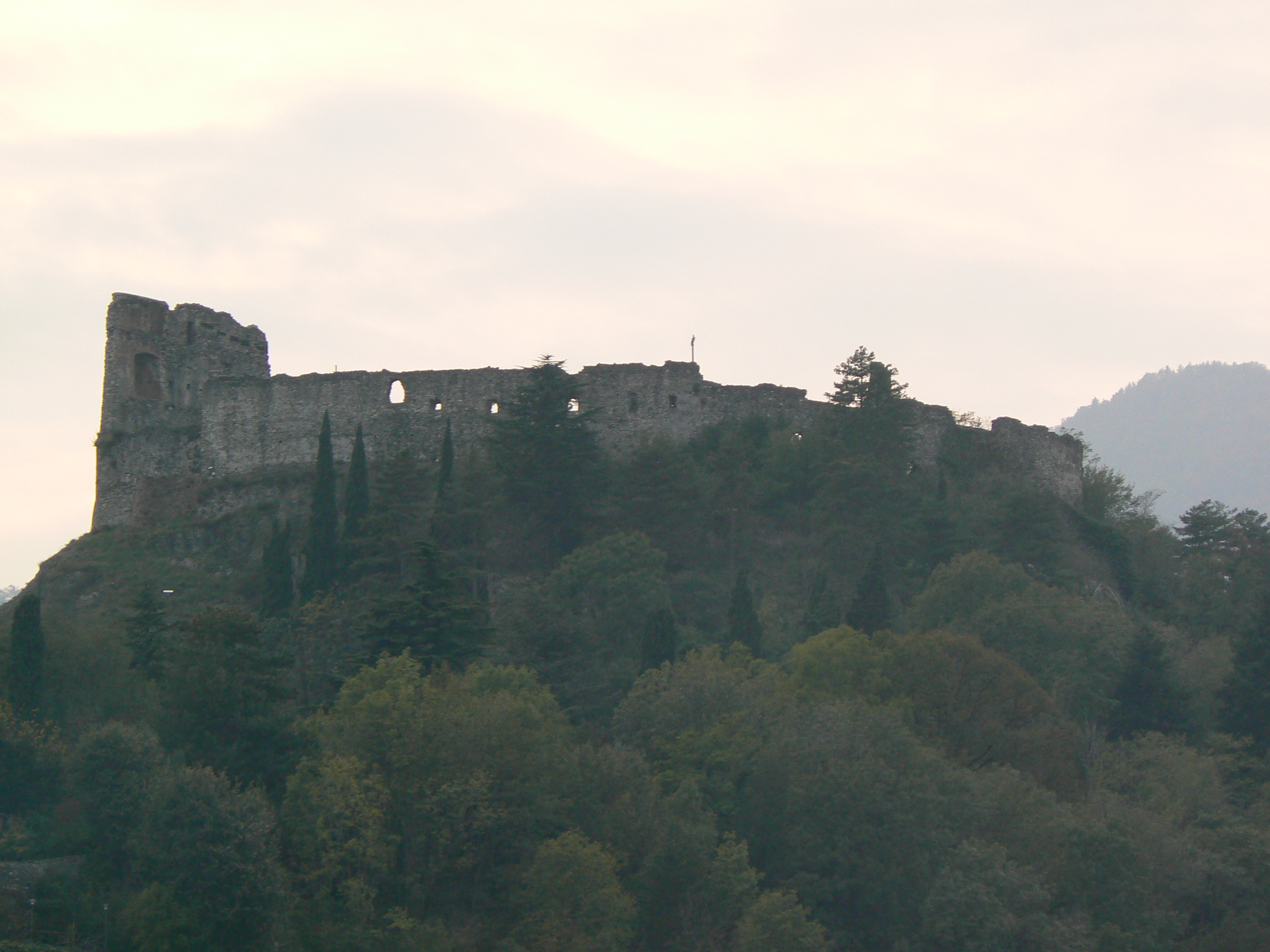
Château d'Avigliana.
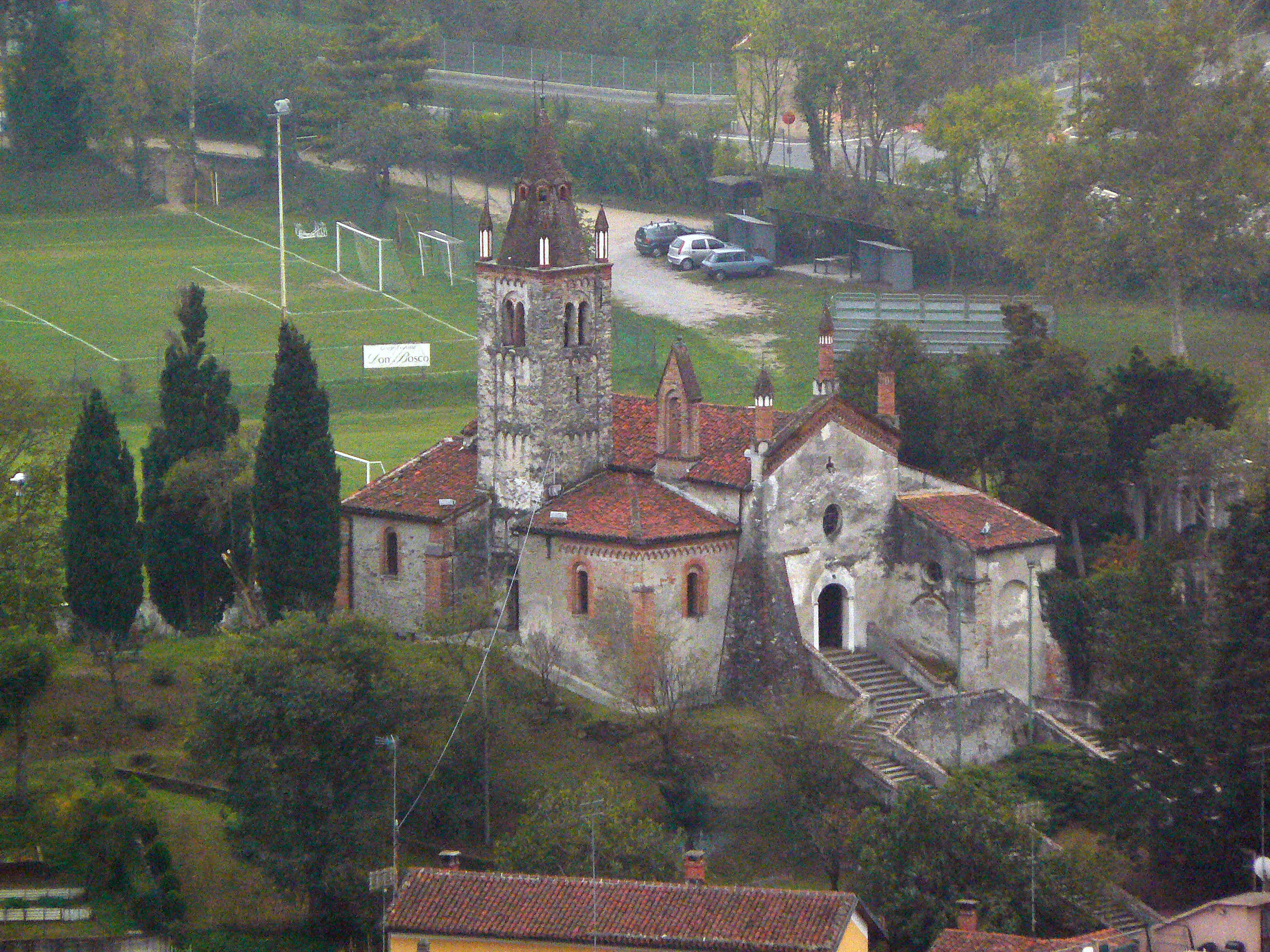
Église Saint-Pierre.
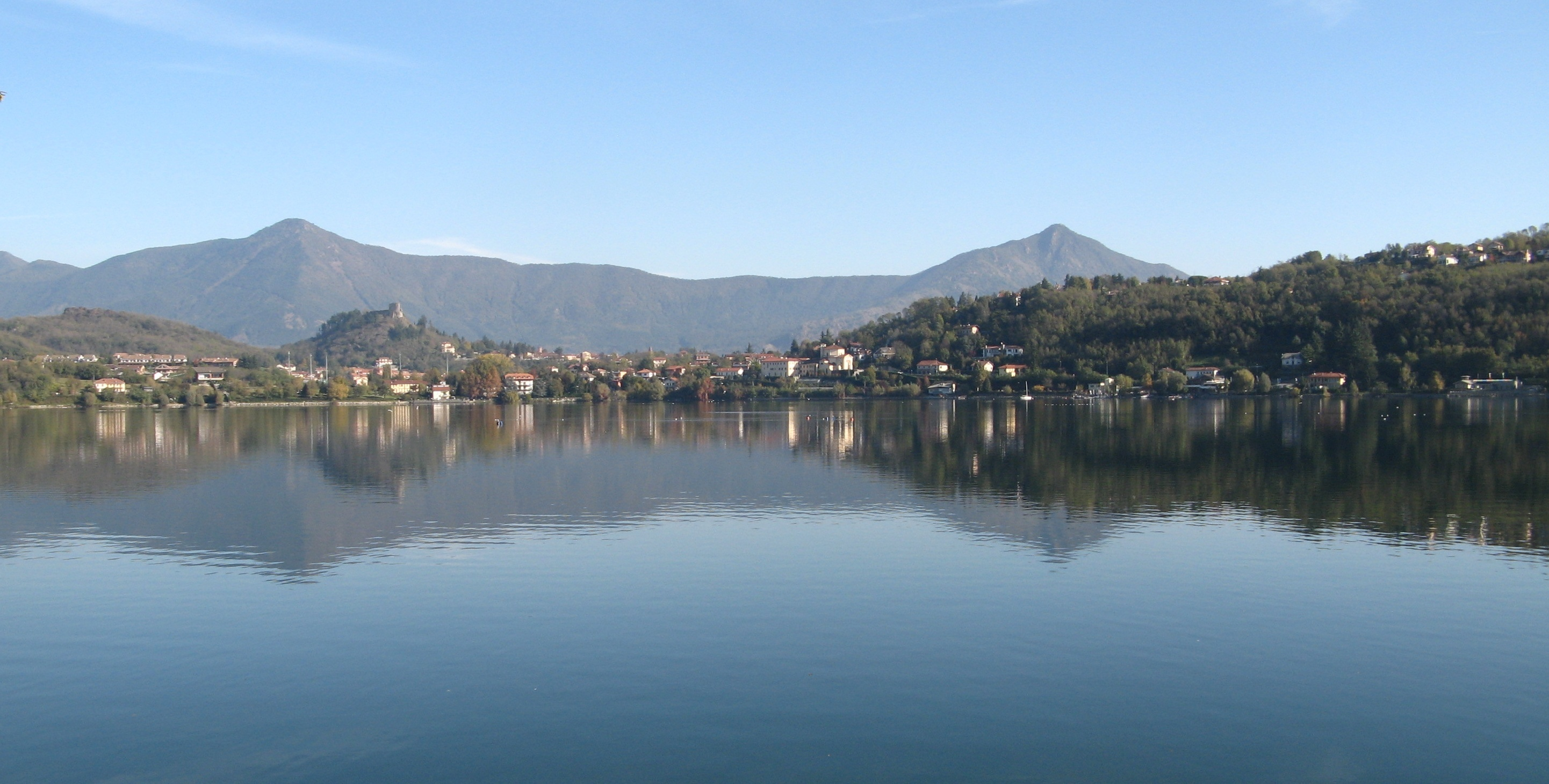
Lac “Grande” dans les lacs de Veillane.

### Manifestations
La ville connaît différentes manifestations culturelles au cours de l'année : le Palio, qui se tient le troisième dimanche de juin, la foire agricole, le premier samedi de novembre, et la foire commerciale, le premier dimanche de novembre.[réf. nécessaire]

## Administration
| Période                                  | Période  | Identité          | Étiquette              | Qualité |
| ---------------------------------------- | -------- | ----------------- | ---------------------- | ------- |
| 1993                                     | 1997     | Claudio Chiaberge |                        |         |
| 1997                                     | 2002     | Remo Castagneri   |                        |         |
| 2002                                     | 2012     | Carla Mattioli    |                        |         |
| 2012                                     | 2017     | Angelo Patrizio   | Avigliana città aperta |         |
| 2017                                     | En cours | Andrea Archinà    | Avigliana città aperta |         |
| Les données manquantes sont à compléter. |          |                   |                        |         |

### Hameaux
Battagliotti (Bataiot), Bertassi (i Bërtaas), Drubiaglio (Drûbiài), La Grangia, Mortera (la Murtéra).

### Communes limitrophes
Villar-sur-Doire, Almèse, Caselet, Saint-Ambroise, Valjoie, Butière-Haute, Giaveno, Reano, Trana.

### Jumelages
- Tresserve (France) ;
- Oualia (Mali) ;
- Sevan (Arménie).

### Évolution démographique
Habitants recensés

## Personnalités liées à la ville
- Piero Fassino (1949-), homme politique ;
- Amédée VII (1360-1391), comte de Savoie, d'Aoste, de Maurienne et de Nice, dit le Comte rouge ;
- Disarmonia Mundi, groupe de death metal fondé en 2000 à Avigliana ;
- Norberto Rosa (Avigliana 3 mars 1803 - Suse 24 juin 1862), écrivain et poète ;
- Giovanni Valetti (1913-1998) coureur cycliste italien. Professionnel de 1935 à 1948, il a notamment remporté deux Tours d'Italie consécutifs, en 1938 et 1939.